# Chaos Lives in Everything
Chaos Lives in Everything» es una canción de la banda estadounidense de nu metal Korn. Fue lanzado el 22 de marzo de 2012 como el cuarto y ultimó sencillo de su décimo álbum de estudio The Path of Totality, editado en diciembre de 2011. Este fue el último sencillo de Korn grabado como cuarteto antes de que el guitarrista original Brian Welch regresara a la banda el año siguiente.

## Temas y composición
La pista comienza con un rápido ritmo de charles, que da paso a una intensa caída electrónica. El coro está considerablemente más centrado en la guitarra que el dubstep tradicionalmente.
Como sugiere el título, la letra de la canción gira en torno a la prevalencia y la universalidad percibida del caos y el conflicto interpersonal: "Solo soy yo quien me da cuenta en ese momento de que el caos vive en todo. Hay drama en todas partes".

## Video musical
Se lanzaron dos videos musicales para la canción, el primero lanzado junto con el sencillo el 23 de marzo. La banda está ausente durante todo el video. En cambio, se centra en un grupo de patinadores, después de que uno de ellos chocó con un hombre de negocios y se derramó su café. Después de un encuentro con el resto del grupo, se produce una escena de pelea que concluye con el empresario destruyendo su teléfono.
El vídeo "oficial" fue lanzado el 5 de abril y presenta imágenes en vivo de las actuaciones de la banda durante The Path of Totality Tour. Este vídeo fue anunciado y publicado debido a los comentarios negativos de los fans sobre el vídeo anterior.